# Ippolita Gonzaga
Ippolita Gonzaga (Palermo, 17 giugno 1535 – Napoli, 9 marzo 1563) è stata una nobildonna italiana.

## Biografia
Nacque terzogenita di Ferrante I Gonzaga, signore di Guastalla, e di Isabella di Capua.
Ferrante venne nominato viceré di Sicilia da Carlo V d'Asburgo nel 1535. Ippolita fu l'unica figlia legittima di Ferrante a superare la prima infanzia e a raggiungere l'età adulta. Dunque la sua esistenza venne sfruttata per intraprendere politiche matrimoniali volte a stabilire alleanze.

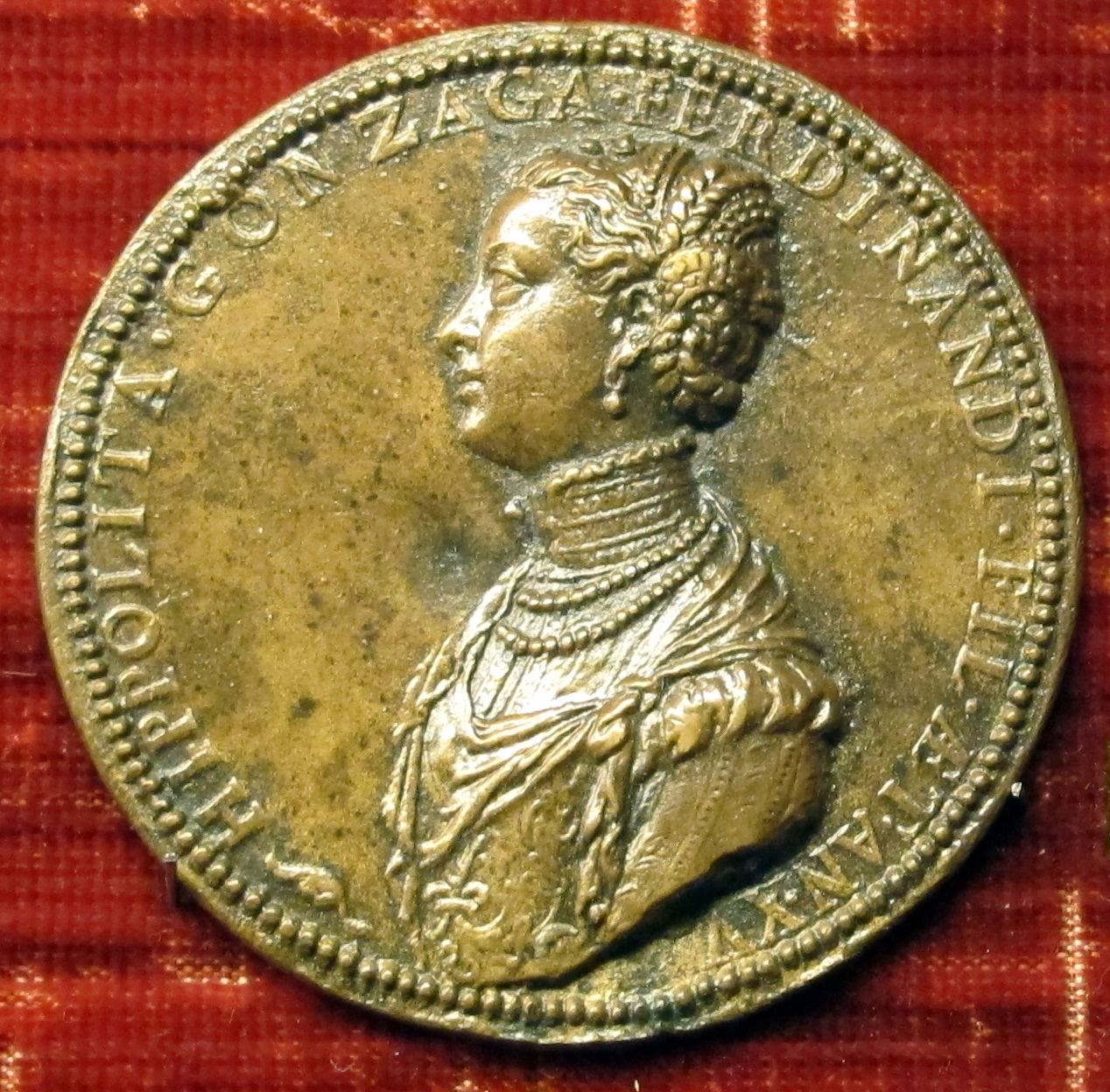
Leone Leoni, medaglia di Ippolita Gonzaga.

Venne dunque destinata a sposare il primogenito ed erede di Ascanio Colonna, duca di Paliano. Il matrimonio tra Fabrizio e Ippolita venne celebrato nel 1545, ma rimase senza figli: Fabrizio morì nel 1551 durante la guerra con la famiglia Farnese.
Dopo la morte del marito, Ippolita visse a Milano ove si intratteneva con i maggiori letterati e artisti del tempo.
Ancora giovane e quindi capace di generare figli, Ippolita venne di nuovo destinata al matrimonio: nel 1554 sposò il duca di Mondragone Antonio Carafa.
Morì per un'improvvisa malattia nel marzo 1563 e fu sepolta nella chiesa di San Domenico Maggiore a Napoli.
Le fattezze di Ippolita sono immortalate, oltre che nel medaglione di Jacopo da Trezzo, nella medaglia di Leone Leoni conservata al Louvre di Parigi.

## Discendenza
Ippolita e Antonio ebbero una figlia:
- Anna Clarice (settembre 1560[8] - ?), sposò in prime nozze Ferdinando II Carafa, IV duca di Nocera, e in seconde nozze Paolo di Sangro, principe di San Severo.

## Ascendenza
|                       |                   |                            | Genitori                         |  |  | Nonni |  |  | Bisnonni           |  |  | Trisnonni           |  |
|                       |                   |                            |                                  |  |  |       |  |  | Federico I Gonzaga |  |  | Ludovico II Gonzaga |  |
|                       |                   |                            |                                  |  |  |       |  |  | Federico I Gonzaga |  |  | Ludovico II Gonzaga |  |
|                       |                   | Barbara di Brandeburgo     |                                  |  |  |       |  |  | Federico I Gonzaga |  |  |                     |  |
| Francesco II Gonzaga  |                   |                            |                                  |  |  |       |  |  | Federico I Gonzaga |  |  |                     |  |
|                       |                   | Margherita di Baviera      | Alberto III di Baviera           |  |  |       |  |  |                    |  |  |                     |  |
|                       |                   | Margherita di Baviera      | Alberto III di Baviera           |  |  |       |  |  |                    |  |  |                     |  |
|                       |                   | Margherita di Baviera      | Anna di Braunschweig-Grubenhagen |  |  |       |  |  |                    |  |  |                     |  |
| Ferrante I Gonzaga    |                   | Margherita di Baviera      |                                  |  |  |       |  |  |                    |  |  |                     |  |
|                       |                   | Ercole I d'Este            | Niccolò III d'Este               |  |  |       |  |  |                    |  |  |                     |  |
|                       |                   | Ercole I d'Este            | Niccolò III d'Este               |  |  |       |  |  |                    |  |  |                     |  |
|                       |                   | Ercole I d'Este            | Ricciarda di Saluzzo             |  |  |       |  |  |                    |  |  |                     |  |
| Isabella d'Este       |                   | Ercole I d'Este            |                                  |  |  |       |  |  |                    |  |  |                     |  |
|                       |                   | Eleonora d'Aragona         | Ferdinando I di Napoli           |  |  |       |  |  |                    |  |  |                     |  |
|                       |                   | Eleonora d'Aragona         | Ferdinando I di Napoli           |  |  |       |  |  |                    |  |  |                     |  |
|                       |                   | Eleonora d'Aragona         | Isabella di Chiaromonte          |  |  |       |  |  |                    |  |  |                     |  |
| Ippolita Gonzaga      |                   | Eleonora d'Aragona         |                                  |  |  |       |  |  |                    |  |  |                     |  |
|                       | Andrea I di Capua | Francesco di Capua         |                                  |  |  |       |  |  |                    |  |  |                     |  |
|                       | Andrea I di Capua | Francesco di Capua         |                                  |  |  |       |  |  |                    |  |  |                     |  |
|                       | Andrea I di Capua | Elisabetta Conti           |                                  |  |  |       |  |  |                    |  |  |                     |  |
| Ferdinando I di Capua | Andrea I di Capua |                            |                                  |  |  |       |  |  |                    |  |  |                     |  |
|                       |                   | Maria d’Ayerbe d’Aragona   | Sancio d’Ayerbe d’Aragona        |  |  |       |  |  |                    |  |  |                     |  |
|                       |                   | Maria d’Ayerbe d’Aragona   | Sancio d’Ayerbe d’Aragona        |  |  |       |  |  |                    |  |  |                     |  |
|                       |                   | Maria d’Ayerbe d’Aragona   | Bianca Sanz                      |  |  |       |  |  |                    |  |  |                     |  |
| Isabella di Capua     |                   | Maria d’Ayerbe d’Aragona   |                                  |  |  |       |  |  |                    |  |  |                     |  |
|                       |                   | Giovan Francesco del Balzo | Raimondo del Balzo               |  |  |       |  |  |                    |  |  |                     |  |
|                       |                   | Giovan Francesco del Balzo | Raimondo del Balzo               |  |  |       |  |  |                    |  |  |                     |  |
|                       |                   | Giovan Francesco del Balzo | Antonia de Corretis              |  |  |       |  |  |                    |  |  |                     |  |
| Antonicca del Balzo   |                   | Giovan Francesco del Balzo |                                  |  |  |       |  |  |                    |  |  |                     |  |
|                       |                   | Margherita del Balzo       | Angilberto del Balzo             |  |  |       |  |  |                    |  |  |                     |  |
|                       |                   | Margherita del Balzo       | Angilberto del Balzo             |  |  |       |  |  |                    |  |  |                     |  |
|                       |                   | Margherita del Balzo       | Maria Conquesta Orsini del Balzo |  |  |       |  |  |                    |  |  |                     |  |
|                       |                   | Margherita del Balzo       |                                  |  |  |       |  |  |                    |  |  |                     |  |